# Ambatolampy
Ambatolampy é uma cidade à Madagascar com 31.000 habitantes. Ela fica na região Vakinankaratra e é sede do Distrito de Ambatolampy.